# Scaptotrigona
Scaptotrigona es un género de abejas sin aguijón, tribu Meliponini. Son abejas de comportamiento social.

## Características generales
Dentro de la tribu Meliponini son fácilmente diferenciables porque producen varias reinas en celdas similares a las de las obreras. La determinación de castas no es puramente alimenticia, sino que es también genética.[cita requerida]
El género Scaptotrigona está ampliamente distribuido a través de México tropical e incluye especies económicamente importantes utilizadas en la meliponicultura.

## Distribución
El género Scaptotrigona se compone de 24 especies distribuidas desde México a Argentina.

## Hábitos de nidificación
Estas abejas construyen nidos cubiertos prácticamente en cualquier cavidad (árboles, rocas, paredes). Estos nidos pueden ubicarse a una altura del suelo desde los 50 centímetros hasta los 5 metros y tienen numerosos orificios para la circulación del aire y de las propias abejas. Guardan sus alimentos en potes de cerumen ovoides, redondos o cilíndricos, unos para polen y otros para miel.

## Comportamiento defensivo
A pesar de que no tienen aguijón se defienden eficientemente, algunas huyen pero otras son agresivas atacando por medio de mordiscos y depósito de sustancias resinosas sobre la piel del individuo. Las poblaciones más grandes son más agresivas.
Tamaño de las colonias de 2000 a 5000 abejas. (Lindauer & Kerr, 1960). Pueden presentar un comportamiento agresivo, pellizcando la piel o enredándose en los cabellos, pero este comportamiento es breve. Es una abeja fácil de criar, tanto en México, Costa Rica, Colombia, Brasil, Argentina, como en Venezuela.

## Especies
Inicialmente, el taxón había sido descrito como un subgénero del género Trigona.
- Scaptotrigona affabra (Moure, 1989).
- Scaptotrigona barrocoloradensis (Schwarz, 1951).
- Scaptotrigona bipunctata (Lepeletier, 1836).  Nombre común: Chamada (Brasil). Distribución: Paraguay
- Scaptotrigona depilis (Moure, 1942). Distribución: Venezuela, Brasil, Bolivia, Paraguay, Argentina
- Scaptotrigona emersoni (Schwarz, 1938).
- Scaptotrigona fulvicutis (Moure, 1964) . Distribución: Guayana Francesa
- Scaptotrigona hellwegeri (Friese, 1900). Distribución: México, Guatemala
- Scaptotrigona jujuyensis (Schrottky, 1911). Distribución: Argentina
- Scaptotrigona limae (Brèthes, 1920). Distribución: Venezuela, Colombia, Perú, Bolivia
- Scaptotrigona luteipennis (Friese, 1901). Nombre común: Tacanique (Costa Rica). Distribución: Costa Rica
- Scaptotrigona mexicana (Guérin-Méneville, 1845). Nombre común: Congo negro negro. Distribución: México, Guatemala, Costa Rica
- Scaptotrigona nigella Distribución: Colombia
- Scaptotrigona nigrohirta Distribución: Brasil
- Scaptotrigona ochrotricha (Buysson, 1892). Distribución: Venezuela
- Scaptotrigona panamensis (Cockerell, 1913). Distribución: Costa Rica
- Scaptotrigona pectoralis ( Dalla Torre, 1896). Nombre común: Soncuano (Costa Rica). Distribución: México, Guatemala, Costa Rica
- Scaptotrigona polysticta (Moure, 1950). Nombre común: Yateí, Jateí, Jataí (Brasil). Distribución: Bolivia, Brasil
- Scaptotrigona postica. (Latreille, 1807). Nombre común: Catanas (Perú), Peluquerito (Paraguay). Distribución: Perú, Brasil, Bolivia, Paraguay
- Scaptotrigona subobscuripennis (Schwarz, 1951). Nombre común: Soncuan negro (Costa Rica). Distribución: Costa Rica
- Scaptotrigona tricolorata (Camargo, 1988).
- Scaptotrigona tubiba (Smith, 1863). Distribución: Brasil
- Scaptotrigona wheeleri (Cockerell, 1913). Distribución: Costa Rica
- Scaptotrigona xanthotricha. (Moure, 1950). Distribución: Brasil